# Собор Иоанна Богослова (Нью-Йорк)
Кафедральный собор Иоанна Богослова (англ. Cathedral Church of Saint John the Divine in the City and Diocese of New York) — англиканский храм в Нью-Йорке, кафедральный собор Епископальной церкви США. Расположен в районе Морнингсайд-Хайтс на углу Амстердамской авеню и 112-й улицы. По состоянию на июль 2014 года строительство собора всё ещё не завершено. Площадь собора составляет 11 240 м², объём 476 350 м³, длина 183,2 м. Таким образом, собор является крупнейшим англиканским собором в мире.

## История
Строительство собора было начато 27 декабря 1892, собор планировался в византийско-романском стиле, но в 1911 году стиль был изменён на новую готику, после того как в 1909 году была закончена постройка главного купола.
Строительство собора продолжалось до 1941 года, после чего было остановлено и продолжено в 1979 году до 1999 года. 18 декабря 2001 г. в соборе возник крупный пожар, после которого началась реконструкция.

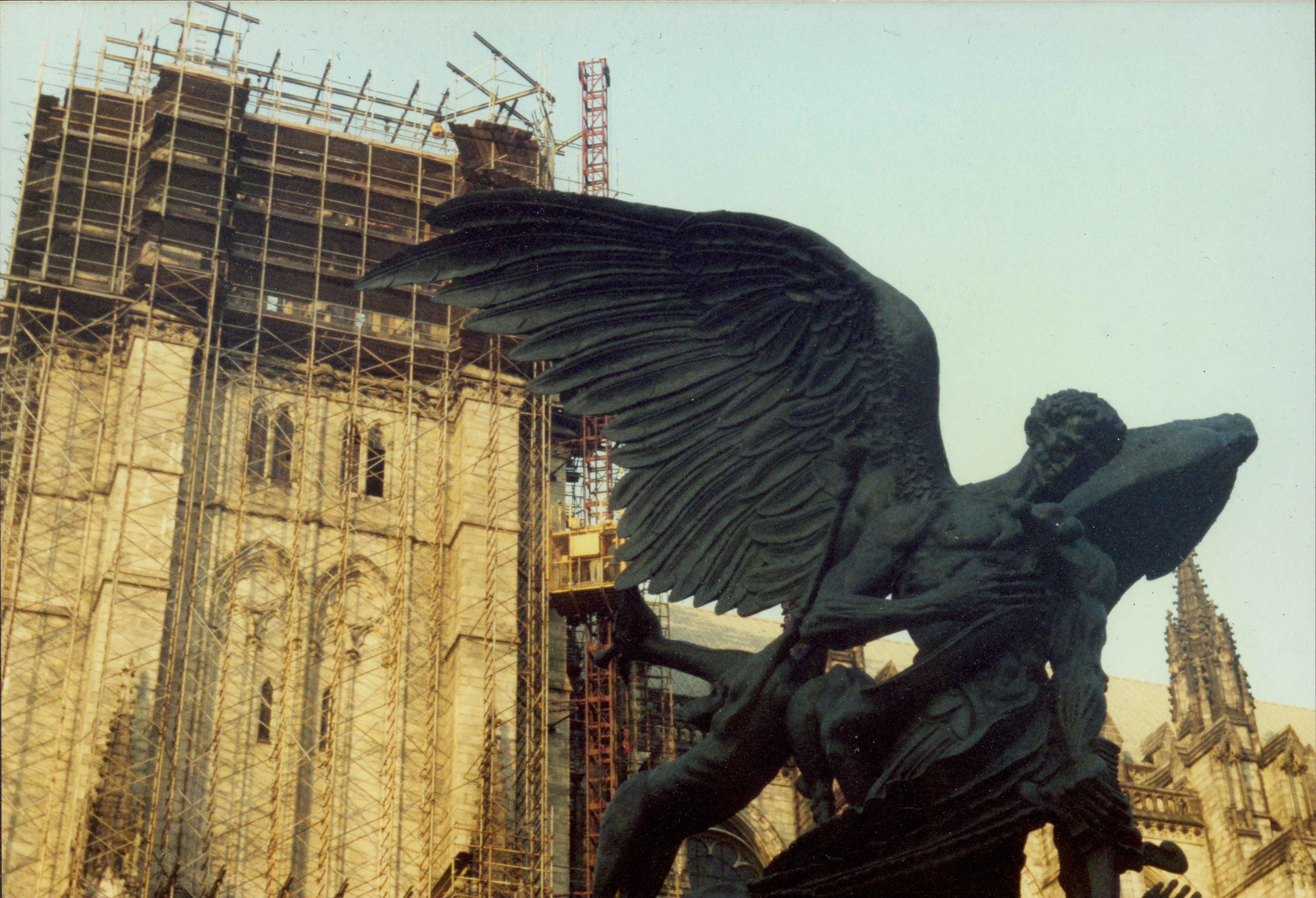
Южная сторона